# Lijst van kerken in Amsterdam
Deze (incomplete) lijst bevat een overzicht van de christelijke kerkgebouwen in Amsterdam.
| Kerk                                                   | Adres                                                | Stadsdeel, wijk              | Oorspronkelijke functie                                                                    | Huidige functie | Bouwjaar, architect, bijzonderheden                                                                           | Foto |
| ------------------------------------------------------ | ---------------------------------------------------- | ---------------------------- | ------------------------------------------------------------------------------------------ | --- | --- | ---- |
| Sint-Agneskerk                                         | Amstelveenseweg 163 (Cornelis Krusemanstraat)        | Zuid, Willemsparkbuurt       | Rooms-Katholieke Kerk                                                                      | Rooms-Katholieke Kerk, met Latijnse missen volgens de Tridentijnse Ritus, onder de FSSP (Petrusbroederschap).                                                                       | 1919-'31; architect: Jan Stuyt                                                                                |      |
| Agnietenkapel                                          | Oudezijds Voorburgwal 231                            | Centrum, De Wallen           | Kapel van het nonnenklooster van de franciscaanse zusterorde van de heilige Agnes tot 1578 | Sinds 1631: Universiteitsruimte / aula | 1470 |      |
| Allemanskapel van Sint-Joris                           | Oudezijds Achterburgwal 104                          | Centrum, De Wallen           | Oecumenisch                                                                                | Sinds 1977: Kapel van de gemeenschap Oudezijds 100 | Architect: Bueno de Mesquita / Spe Gaudentes                                                                  |      |
| Amstel(veld)kerk                                       | Amstelveld 4 (Reguliersgracht)                       | Centrum                      | Nederlandse Hervormde kerk                                                                 | Buiten gebruik als kerk sinds 1985; sindsdien: Cultureel centrum en kantoorruimte                                                                                                   | 1668; architect: Daniël Stalpaert                                                                             |      |
| Andrieskerk                                            | Arent Janszoon Ernststraat 869 (Buitenveldertselaan) | Zuid, Buitenveldert          | Christengemeenschap                                                                        | Onveranderd | 1971; architect: H.W.M. Hupkes                                                                                |      |
| Sint-Annakerk (De Pool)                                | Wittenburgergracht 5                                 | Centrum, Oostelijke Eilanden | Rooms-Katholieke Kerk                                                                      | Gesloopt in 1978 | 1899; architect: P.J. Bekkers                                                                                 |      |
| Apostolisch Genootschap (Slotervaart)                  | Louis Bouwmeesterstraat 214                          | Nieuw-West, Slotervaart      | Apostolisch Genootschap                                                                    | Onveranderd | 1967; architecten: Hartman en Eylers                                                                          |      |
| Apostolisch Genootschap Watergraafsmeer                | Archimedesweg 97                                     | Oost, Watergraafsmeer        | Apostolisch Genootschap                                                                    | Onveranderd | 1930; architect: Cornelis Kruyswijk                                                                           |      |
| Nieuw-Apostolische Kerk                                | Witte de Withstraat 96                               | West, De Baarsjes            | Nieuw-Apostolische Kerk in Nederland (tot 1985)                                            | Sinds 1989: moskee An Nour | 1920; architecten: H.F. Sijmons en Th. Rueter                                                                 |      |
| Apostolisch Genootschap                                | Clematisstraat 25                                    | Noord                        | Apostolisch Genootschap                                                                    | Onveranderd | 1934; architect: Cornelis Kruyswijk                                                                           |      |
| Nieuw-Apostolische Kerk (Osdorp)                       | Johan Braakensiekhof 1                               | Nieuw-West, Osdorp           | Nieuw-Apostolische Kerk in Nederland                                                       | Onveranderd | 1965; architecten: Stokmans en Van Asperen                                                                    |      |
| De Ark (Noord)                                         | Aakstraat 60                                         | Noord, Banne Buiksloot       | Gereformeerde Kerk                                                                         | Protestantse Kerk in Nederland | 1967; architecten: Steen en Tuinhof                                                                           |      |
| De Ark (Slotervaart)                                   | Van Ollefenstraat 9                                  | Nieuw-West, Slotervaart      | Nederlands Hervormde kerk                                                                  | Protestantse Kerk in Nederland | 1960; architect: Piet Zanstra                                                                                 |      |
| Armeens-Apostolische Kerk                              | Kromboomssloot 22                                    | Centrum, Nieuwmarktbuurt     | Buiten gebruik 1816; in 1850 Vrije Evangelische Gemeente                                   | Sinds 1997: Armeens-Apostolische Kerk | 1714 |      |
| Arminiuskerk                                           | Postjeskade 200                                      | West, De Baarsjes            | Remonstrantse kerk                                                                         | Sinds jaren tachtig: Buurtcentrum De Tulp | 1957; architect: K.L. Sijmons Dzn                                                                             |      |
| Augustanakerk                                          | Erasmusgracht 24 (Wachterliedplantsoen)              | West, Bos en Lommer          | Evangelisch-Lutherse Kerk                                                                  | Protestantse Kerk in Nederland (Luthers) | 1957; architect: Ferdinand Jantzen                                                                            |      |
| Sint-Augustinuskerk (Centrum) / De Star                | Rusland 7                                            | Centrum                      | Rooms-Katholieke Kerk                                                                      | Buiten gebruik sinds 1929; gesloopt in 1957 | 1848; architect: H.J. v.d. Brink                                                                              |      |
| Sint-Augustinuskerk (Noord)                            | Nieuwendammerdijk 227                                | Noord, Nieuwendam            | Rooms-Katholieke Kerk                                                                      | Buiten gebruik sinds 2014 | 1889; architect: Alfred Tepe                                                                                  |      |
| De Nieuwe Augustinus                                   | Kamperfoelieweg 209                                  | Noord                        | Rooms-Katholieke Kerk                                                                      | Onveranderd | 1933; architect: K.P. Tholens Tot 2014: Sint-Stephanuskerk                                                    |      |
| Sint-Augustinuskerk (West)                             | Postjesweg 123                                       | West, De Baarsjes            | Rooms-Katholieke Kerk                                                                      | Gesloopt in 1977 | 1932; architect: K.P. Tholens                                                                                 |      |
| Sint-Augustinuskerk (West)                             | Postjesweg 123                                       | West, De Baarsjes            | Rooms-Katholieke Kerk                                                                      | Onveranderd | 1979 |      |
| Sint-Augustinuskerk (Zuid)                             | Amstelveenseweg 965 / Kalfjeslaan 400                | Zuid, Buitenveldert          | Rooms-Katholieke Kerk                                                                      | Onveranderd | 1935; architect: L. v.d. Bijl                                                                                 |      |
| Begijnhofkapel                                         | Begijnhof 29                                         | Centrum                      | Rooms-Katholieke Kerk                                                                      | Onveranderd | 1665-'71; architect: Philips Vingboons                                                                        |      |
| Bethelkerk (West)                                      | Vasco da Gamastraat 35                               | West, De Baarsjes            | Gereformeerde Kerk                                                                         | Sinds 1983: Maranatha Ministries (een Pinkstergemeente) | 1928-'29; architect: Ernst Roest                                                                              |      |
| Bethelkerk (Noord)                                     | Plejadenplein 44                                     | Noord, Tuindorp Oostzaan     | Nederlandse Hervormde Kerk                                                                 | Protestantse Kerk in Nederland | 1958; architect: Simon van Woerden                                                                            |      |
| Bethlehemkerk                                          | Zwanenplein 34-36                                    | Noord                        | Nederlandse Hervormde Kerk (tot 1993)                                                      | Geluidsstudio en concertzaal van Studio 150 (sinds 2015) | 1924; architect: Adriaan Moen                                                                                 |      |
| Bloemgrachtkerk                                        | Bloemgracht 90                                       | Centrum, Jordaan             | Gereformeerde kerk                                                                         | Sinds 1927: Hersteld Apostolische Zendingkerk - Stam Juda | 1880; stijl: neogotisch                                                                                       |      |
| Sint-Bonifatiuskerk                                    | Kastanjeplein 1                                      | Oost, Oosterparkbuurt        | Rooms-Katholieke Kerk                                                                      | Anna-Bonifatiuskerk sinds 1978; gesloopt in 1984 | 1886; architecten: A.C. Bleijs en E.J. Margry                                                                 |      |
| De Bron                                                | Willem Kloosstraat 1                                 | Nieuw-West, Slotermeer       | Christelijk Gereformeerde Kerk                                                             | Christelijk Gereformeerde Kerk / Nederlandse Gereformeerde Kerk | 1967; architect: Johan Brouwer                                                                                |      |
| Buiksloterkerk                                         | Buiksloterkerkpad 10                                 | Noord, Buiksloot             | Hervormd                                                                                   | Buiten gebruik als kerk sinds 1980; nu: multifunctionele ruimte | 1709 |      |
| C3 Church Amsterdam                                    | Paasheuvelweg 24                                     | Zuidoost                     | C3                                                                                         | In gebruik als kerk sinds 2011 | |      |
| Calvariekerk                                           | Derkinderenstraat 90 (Postjesweg)                    | Nieuw-West, Overtoomse Veld  | Apostolisch Genootschap                                                                    | Sinds 1982: Johan Maasbach Wereldzending | 1956; architect: H. Geels                                                                                     |      |
| Sint-Catharinakerk                                     | Singel 425                                           | Centrum                      | Rooms-Katholieke Kerk                                                                      | Gesloopt in 1939 | 1817-'20, architect: Theo Molkenboer                                                                          |      |
| Sint-Catharinakerk                                     | Burgemeester Eliasstraat 72-74                       | Nieuw-West, Slotermeer       | Rooms-Katholieke Kerk                                                                      | Sinds 1993: Syrisch-orthodoxe kerk Sint-Sharbil | 1954; architecten: A. Evers en G.J.M. Sarlemijn                                                               |      |
| Chassékerk, O.L. Vrouw van Altijddurende Bijstand      | Chasséstraat 62                                      | West, Chassébuurt            | Rooms-Katholieke Kerk                                                                      | Buiten gebruik als kerk sinds 1998; Cultureel centrum sinds 2011 | 1924-'26; architect: K.P. Tholens                                                                             |      |
| Christ Church                                          | Groenburgwal 42                                      | Centrum                      | Anglicaanse Kerk sinds 1771                                                                | Onveranderd | 1626; architect: J.J. Jansen (voorgevel)                                                                      |      |
| First Church of Christian Scientist                    | Richard Wagnerstraat 32-34                           | Zuid, Apollobuurt            | Christian Science                                                                          | Onveranderd | 1937; architect: G. Friedhoff                                                                                 |      |
| Christus Koningkerk                                    | James Wattstraat 58                                  | Oost, Watergraafsmeer        | Rooms-Katholieke Kerk                                                                      | Buiten gebruik sinds 1996 | 1958; architecten: H.J. Balen en K.P. Tholens                                                                 |      |
| Dominicuskerk                                          | Spuistraat 12                                        | Centrum                      | Rooms-Katholieke Kerk                                                                      | Oecumenische gemeente | 1886; architect: Pierre Cuypers                                                                               |      |
| De Duif, Willibrordus binnen de Veste                  | Prinsengracht 754                                    | Centrum                      | Rooms-Katholieke Kerk                                                                      | Cultureel centrum | 1857; architect: Theo Molkenboer                                                                              |      |
| Kerk van Durgerdam                                     | Durgerdammerdijk 78                                  | Noord, Durgerdam             | Nederlandse Hervormde Kerk                                                                 | Protestantse Kerk in Nederland | 1840 ingebruikname als hervormde kerk                                                                         |      |
| Eilandskerk                                            | Bickersgracht                                        | Centrum, Bickerseiland       | Nederlandse Hervormde Kerk                                                                 | Buiten gebruik in 1939; gesloopt in 1950 | 1736 |      |
| Elthetokerk                                            | Insulindeweg / Kramatweg                             | Oost, Indische Buurt         | Nederlands Hervormde Kerk                                                                  | Buiten gebruik gesteld en gesloopt in 1992 | 1929; architect: Cornelis Kruyswijk                                                                           | 1932 |
| Eltheto                                                | Javastraat 118-a                                     | Oost, Indische Buurt         | Protestantse Kerk in Nederland                                                             | Als kerk in gebruik 1913-1929 en vanaf 1992 (daartussen kerkelijk wijkgebouw) | 1913 |      |
| Emmakerk / De Bron                                     | Hugo de Vrieslaan 2                                  | Oost, Watergraafsmeer        | Nederlandse Hervormde kerk                                                                 | Protestantse Kerk in Nederland | 1937-'38; architect: G. Friedhoff                                                                             |      |
| Engelse Hervormde Kerk                                 | Begijnhof 48                                         | Centrum                      | Mariakapel van de Begijnen                                                                 | Sinds 1607: Engelse Hervormde Kerk | 1419 |      |
| Sint-Franciscus van Assisi (De Boomkerk)               | Admiraal de Ruijterweg 406                           | West, Bos en Lommer          | Rooms-Katholieke Kerk                                                                      | Onveranderd | 1910-'11; architect: P.J. Bekkers                                                                             |      |
| Funenkerk                                              | Zeeburgerstraat 16                                   | Centrum                      | Gereformeerde Kerk                                                                         | Gesloopt in 1975 | 1889; architect: Tjeerd Kuipers                                                                               |      |
| Sint-Gabriëlkerk                                       | Deurloostraat 17                                     | Zuid, Rivierenbuurt          | Vrij-Katholieke Kerk                                                                       | Onveranderd | 1928; architect: Henri van Anrooy                                                                             |      |
| Gerardus Majellakerk                                   | Ambonplein 61                                        | Oost, Indische Buurt         | Rooms-Katholieke Kerk                                                                      | Sinds 1994: archiefruimte, concertzaal | 1923-'26; architect: Jan Stuyt                                                                                |      |
| Gereformeerde Gemeente                                 | Melkweg 16                                           | Noord, Tuindorp Oostzaan     | Gereformeerde Gemeenten                                                                    | Onveranderd | 1951; architect: J. Verkerk                                                                                   |      |
| De Goede Herder                                        | Van Boshuizenstraat 422                              | Zuid, Buitenveldert          | Rooms-Katholieke Kerk                                                                      | Onveranderd | 1968; architect: Albert Franz Brenninkmeijer                                                                  |      |
| Heilig Sacrament                                       | Kometensingel 150                                    | Noord, Tuindorp Oostzaan     | Rooms-Katholieke Kerk                                                                      | Buiten gebruik sinds 2008 | 1952; architecten: A. Evers en G.J.M. Sarlemijn                                                               |      |
| Heilige Familiekerk                                    | Zaaiersweg 180                                       | Oost, Watergraafsmeer        | Rooms-Katholieke Kerk                                                                      | Sinds 2003: Engelstalige R.K. parochie; 'Blessed Trinity' / 'Holy Family' | 1951; architecten: Oerle en Schrama                                                                           |      |
| Heilige Stede                                          | Rokin 78                                             | Centrum                      | Rooms-Katholieke Kerk                                                                      | Gesloopt in 1908 | 1347 gewijd                                                                                                   |      |
| Herdenkingskerk                                        | Postjesweg 150 (Jan Tooropstraat)                    | Nieuw-West, Overtoomse Veld  | Zevendedagsbaptisten                                                                       | Onveranderd | 1964; Architect: H. Geels                                                                                     |      |
| De Kloof                                               | Kloveniersburgwal 50                                 | Centrum                      | Hersteld Evangelisch-Lutherse Kerk                                                         | Buiten gebruik als kerk sinds 1952; daarna: archiefruimte van De Nederlandsche Bank; sinds 1995: Compagnietheater                                                                   | 1793; architect: Abraham van der Hart                                                                         |      |
| Hersteld Apostolische Zendingkerk                      | Burgemeester Röellstraat 199                         | Nieuw-West, Slotermeer       | Hersteld Apostolische Zendingkerk.                                                         | tot 1991 bankgebouw | 1963; architect: Jan Hopman 1991: Carlos Scheltema                                                            |      |
| De Hoeksteen                                           | Louis Couperusstraat 133                             | Nieuw-West, Slotermeer       | Nederlandse Hervormde kerk                                                                 | Protestantse Kerk in Nederland 'De Ontmoeting' | 1963; architect: Piet Zanstra                                                                                 |      |
| Kerk van Holysloot                                     | Dorpsstraat 30                                       | Noord, Holysloot             | Nederlandse Hervormde kerk                                                                 | Protestantse Kerk in Nederland | 1847; architect: G. Bronke                                                                                    |      |
| Sint-Ignatiuskerk / De Zaaier                          | Rozengracht 150                                      | Centrum, Jordaan             | Rooms-Katholieke Kerk                                                                      | Buiten gebruik als kerk sinds 1972; sinds 1981: Fatih-moskee | 1928-'29; architect: H.W. Valk                                                                                |      |
| Immanuelkerk                                           | Anton Waldorpstraat 90                               | Nieuw-West, Overtoomse Veld  | Vrije Evangelische Gemeente                                                                | Sinds 2005: Chinese Evangelisch Christelijke Kerk | 1963; architect: B.B. Westerhuis                                                                              |      |
| Sint-Johannes de Doper / Schuilvink                    | Poeldijkstraat 5                                     | Nieuw-West, Slotervaart      | Rooms-Katholieke Kerk                                                                      | Gesloopt in 1998 | 1963; architecten: Lau Peters en G.H.M. Holt                                                                  |      |
| Sint-Johannes de Doper                                 | Poeldijkstraat 8                                     | Nieuw-West, Slotervaart      | Rooms-Katholieke Kerk                                                                      | Onveranderd | 1997 |      |
| Jeruzalemkerk                                          | Jan Maijenstraat 14                                  | West, De Baarsjes            | Nederlandse Hervormde kerk                                                                 | Protestantse Kerk in Nederland | 1928-'29; architect Ferdinand Jantzen                                                                         |      |
| Sint-Josephkerk                                        | Erik de Roodestraat 14-16                            | West, Bos en Lommer          | Rooms-Katholieke Kerk                                                                      | Buiten gebruik als kerk sinds 1990; in gebruik als klimhal tot 2012; 'Vluchtkerk' voor asielzoekers tot mei 2013; sindsdien in gebruik als overdekte kinderspeeltuin 'Candy Castle' | 1952; architecten: G.H.M. Holt en K.P. Tholens                                                                |      |
| De Kandelaar                                           | Burgemeester Vening Meineszlaan 64                   | Nieuw-West, Slotermeer       | Nederlandse Hervormde kerk                                                                 | Sinds 1973: Leger des Heils | 1963; Architect: Geert Kliphuis                                                                               |      |
| De Kandelaar                                           | Bijlmerdreef 1239                                    | Zuidoost, Bijlmer            | 15 migrantenkerken                                                                         | Onveranderd | 2007 |      |
| Kapel op de Dijk                                       | Nieuwendammerdijk 72                                 | Noord, Nieuwendam            | Evangelisch-Lutherse Kerk                                                                  | Buiten gebruik als kerk sinds 2008; nu woning | 1951 |      |
| Keizersgrachtkerk                                      | Keizersgracht 566                                    | Centrum                      | Gereformeerde kerk                                                                         | Protestantse Kerk in Nederland | 1888; architecten: G.B. Salm en A. Salm                                                                       |      |
| Koepelkerk (Stadhouderskade)                           | Stadhouderskade / Leidsebosje                        | West, Oud-West               | Nederlandse Hervormde kerk                                                                 | Gesloopt in 1972 | 1884; architect: A.J. van Beek                                                                                |      |
| De Krijtberg / Sint-Franciscus Xaverius                | Singel 448                                           | Centrum                      | Rooms-Katholieke Kerk                                                                      | Rooms-katholieke rectoraatskerk | 1883; architect: Alfred Tepe                                                                                  |      |
| Kruiskerk                                              | Rode Kruisstraat 20                                  | Noord, Buikslotermeer        | Christelijke Gereformeerde Kerk                                                            | Christelijke Gereformeerde Kerk | 1971 |      |
| De Liefde (Nicolaas en Barbara)                        | Bilderdijkstraat 23                                  | West, Oud-West               | Rooms-Katholieke Kerk                                                                      | Gesloopt in 1992 | 1885; architect: Pierre Cuypers                                                                               |      |
| De Liefde (Nicolaas en Barbara)                        | Da Costakade 12                                      | West, Oud-West               | Rooms-Katholieke Kerk                                                                      | Buiten gebruik als kerk sinds 2013 | 1992; architect: Ch. Vandenhoven                                                                              |      |
| Sint-Lucaskerk                                         | Osdorper Ban 130                                     | Nieuw-West, Osdorp           | Rooms-Katholieke Kerk                                                                      | Buiten gebruik als kerk sinds 2019; Boedhistisch centrum sinds 2021 | 1964-'65; architecten: Th. Taen en Th. Nix                                                                    |      |
| Lutherkapel (HAZG)                                     | Gerrit van der Veenstraat 38                         | Zuid, Apollobuurt            | Hersteld Apostolische Zendinggemeente                                                      | Sinds 2020: Sportschool | 1931; architect: G.J. Rutgers                                                                                 |      |
| Maranathakerk                                          | Hunzestraat 87                                       | Zuid, Rivierenbuurt          | Nederlandse Hervormde kerk                                                                 | Rooms-Katholieke Kerk, parochie Thomas van Aquino (Sinds 1999) | 1955; architecten: Groenewegen en Mieras                                                                      |      |
| Maranathakerk                                          | Mosstraat 2                                          | Noord                        | Gereformeerde kerk                                                                         | Sinds 1985: Koptisch-Orthodoxe Kerk van de Heilige Maagd Maria | 1952; architecten: B.W. Plooy en N. Lansdorp                                                                  |      |
| Maarten Lutherkerk                                     | Dintelstraat 134                                     | Zuid, Rivierenbuurt          | Evangelisch-Lutherse Kerk                                                                  | Protestantse Kerk in Nederland (Luthers) | 1937; architect: Ferdinand Jantzen                                                                            |      |
| Maria Magdalenakerk                                    | Spaarndammerstraat                                   | West, Spaarndammerbuurt      | Rooms-Katholieke Kerk                                                                      | Gesloopt in 1968 | 1889-'91; architect: Pierre Cuypers; Fundamenten liggen nog in het Domela Nieuwenhuisplantsoen                |      |
| H.H. Martelaren van Gorcum                             | Linnaeushof 93-94                                    | Oost, Watergraafsmeer        | Rooms-Katholieke Kerk                                                                      | Onveranderd | 1928-'29, architect: A.J. Kropholler                                                                          |      |
| Mozes en Aäronkerk (Amsterdam)                         | Waterlooplein 205                                    | Centrum                      | Rooms-Katholieke Kerk                                                                      | Onveranderd | 1837-'41; architect: Tieleman Franciscus Suys                                                                 |      |
| Muiderkerk                                             | Linnaeusstraat 37                                    | Oost, Oosterparkbuurt        | Nederlandse Hervormde Kerk                                                                 | Protestantse Kerk in Nederland | 1882; architect: G.W. Vixseboxse; kerk verbrand in 1989, nieuwbouw in 1997; architect: G.W. van Hoogevest     |      |
| Nassaukerk                                             | De Wittenkade 111                                    | West, Staatsliedenbuurt      | Gereformeerde Kerk                                                                         | Protestantse Kerk in Nederland | 1926; architect: H.G. Krijgsman                                                                               |      |
| Co-kathedrale basiliek van de Heilige Nicolaas         | Prins Hendrikkade 76                                 | Centrum                      | Rooms-Katholieke Kerk                                                                      | Onveranderd | 1884-'87; architect: Adrianus Bleijs                                                                          |      |
| Nieuw-Apostolische Kerk (Slotermeer)                   | Jacques Perkstraat 1                                 | Nieuw-West, Slotermeer       | Nieuw-Apostolische Kerk in Nederland                                                       | Sinds 1993: Molukse Evangelische Kerk | 1970; architecten: Asperen en Hallema                                                                         |      |
| Nieuwe Kerk                                            | Dam 12                                               | Centrum                      | Rooms-Katholieke Kerk                                                                      | Tentoonstellingsruimte | 15e eeuw |      |
| Nieuwezijds Kapel (1912)                               | Rokin 78-80                                          | Centrum                      | Nederlands Hervormde kerk                                                                  | Buiten gebruik als kerk sinds 1970; sinds 2005: museum The Amsterdam Dungeon | 1912; architect: Christiaan Posthumus Meyjes sr.                                                              |      |
| De Nieuwe Stad                                         | Luthuliplein 11                                      | Zuidoost, Bijlmer            | Gereformeerde kerk                                                                         | Protestantse Kerk in Nederland / Evangelische Broedergemeente / Katholiek | 1993 |      |
| Nieuwendammerkerk                                      | Brede Kerkepad 6                                     | Noord, Nieuwendam            | Nederlandse Hervormde kerk                                                                 | Protestantse Kerk in Nederland | 1849; architecten: G. Bronke en L.J. Immink                                                                   |      |
| Noachkerk                                              | Nieuwendammerdijk 437 hoek Beemsterstraat            | Noord, Nieuwendam            | Gereformeerde Kerk                                                                         | Buiten gebruik als kerk sinds 1999; nu bedrijfsruimte en woning | 1934/35; architecten: Ewold Drewes en Dick Egberts                                                            |      |
| Noorderkerk                                            | Noordermarkt 48                                      | Centrum, Jordaan             | Nederduits Gereformeerde Kerk (later Nederlandse Hervormde Kerk)                           | Protestantse Kerk in Nederland (Gereformeerde Bond) | 1620-'23; architect: Hendrick de Keyser                                                                       |      |
| Obrechtkerk                                            | Jacob Obrechtstraat                                  | Zuid, Museumkwartier         | Rooms-Katholieke Kerk                                                                      | Onveranderd | 1908-'11; architecten: Jos Cuypers en Jan Stuyt                                                               |      |
| De Olijftak                                            | Arthur van Schendelstraat 17                         | Nieuw-West, Slotermeer       | Doopsgezinde vermaning                                                                     | Buiten gebruik als kerk sinds 1993; sinds circa 2000: moskee El Hijra | 1959; architect: K.L. Sijmons Dzn                                                                             |      |
| De Ontmoeting (Buitenveldert)                          | Arent Janszoon Ernststraat 88                        | Zuid, Buitenveldert          | Nederlandse Hervormde kerk                                                                 | Gesloopt omstreeks 2000 | 1969; architect: H. Klarenbeek                                                                                |      |
| Onze-Lieve-Vrouwe van Fatima (Nossa Senhora de Fátima) | Jacob Catskade 11-13                                 | West, Frederik Hendrikbuurt  | Rooms-Katholieke Kerk                                                                      | Sinds 1989 kerk voor portugeestaligen | 1919 |      |
| Onze-Lieve-Vrouwe van Lourdeskerk                      | Granpré Molièreplein 2                               | Nieuw-West, Slotermeer       | Rooms-Katholieke Kerk                                                                      | Buiten gebruik als kerk sinds 2022 | 1957; Architect: M.J. Granpré Molière                                                                         |      |
| Ons' Lieve Heer op Solder                              | Oudezijds Voorburgwal 40                             | Centrum                      | Rooms-Katholieke Kerk                                                                      | Sinds 1888: Museum | 1661 |      |
| Onze-Lieve-Vrouwe Kapel (OLVG)                         | Oosterpark 9                                         | Oost, Oosterparkbuurt        | Kapel bij ziekenhuis                                                                       | Onveranderd | 2000 |      |
| Onze-Lieve-Vrouwekerk                                  | Keizersgracht 220                                    | Centrum                      | Rooms-Katholieke Kerk                                                                      | Rooms-Katholieke Kerk / Sinds 1985: Syrisch-Orthodoxe Kerk van Antiochië | 1854; architect: Theo Molkenboer                                                                              |      |
| Onze-Lieve-Vrouw van Zeven Smarten                     | Aalbersestraat 244                                   | Nieuw-West, Geuzenveld       | Rooms-Katholieke Kerk                                                                      | Sinds 1993: appartementen | 1960; architect: H.P.J. de Vries                                                                              |      |
| Oosterkerk                                             | Wittenburgergracht 25                                | Centrum, Oostelijke Eilanden | Hervormd                                                                                   | Buiten gebruik als kerk sinds 1963; ruimte wordt verhuurd sinds 1985 | 1671; architect: Daniël Stalpaert                                                                             |      |
| Oosterparkkerk                                         | Oosterpark 4                                         | Oost, Oosterparkbuurt        | Doopsgezinde vermaning tot 1978                                                            | Nederlandse Gereformeerde Kerken | 1904; architect: A. Salm                                                                                      |      |
| Open Hof                                               | Pieter Calandlaan 101                                | Nieuw-West, Slotervaart      | Gereformeerde Kerk (tot 1987)                                                              | Medisch centrum (sinds 2007) | 1963; architect: G.J. Westerhout                                                                              |      |
| De Opgang                                              | Tussen Meer 68                                       | Nieuw-West, Osdorp           | Gereformeerde kerk; na 1989 Samen op Weg met Hervormden                                    | Protestantse Kerk in Nederland | 1967; architecten G. de Klerk en J. Kruger, gesloopt in 2007; nieuwbouw in 2009; architecten KCAP-architecten |      |
| Opstandingskerk, "Kolenkit"                            | De Leeuw van Vlaanderenstraat 124                    | West, Bos en Lommer          | Nederlandse Hervormde kerk                                                                 | Sinds 1978: Pinkstergemeente | 1955-'56; architect: Marius Duintjer                                                                          |      |
| Oranjekerk                                             | Tweede Van der Helststraat 1-3                       | Zuid, De Pijp                | Nederlandse Hervormde kerk                                                                 | Protestantse Kerk in Nederland | 1902-'03; architect: Christiaan Posthumus Meyjes sr.; ingrijpend verbouwd in 1999                             |      |
| Oude Kerk                                              | Oudekerksplein                                       | Centrum                      | Rooms-Katholieke Kerk                                                                      | Kerk, conventieruimte, expositieruimte moderne kunst | 1306; oudste kerkgebouw van Amsterdam                                                                         |      |
| Oude Lutherse Kerk                                     | Singel 411                                           | Centrum                      | Lutherse kerk                                                                              | Op werkdagen in gebruik als aula van de UvA. | 1632-'33; architecten: Wessel Becker en Willem van Daelen                                                     |      |
| Oudezijds- of Sint-Olofskapel                          | Zeedijk                                              | Centrum                      | Rooms-Katholieke Kerk                                                                      | Congrescentrum van het NH Barbizon Palace Hotel sinds 1991 | Gebouwd tussen 1440 en 1450; beursgebouw van 1586 tot 1602; het was een ruïne tussen 1964 en 1991             |      |
| Overtoomkerk                                           | Overtoom 543                                         | West, Oud-West               | Nederlandse Hervormde kerk                                                                 | Gesloopt in 1954 | 1892; architect: J. Wittebol                                                                                  |      |
| Sint-Pancratiuskerk                                    | Sloterweg 1184                                       | Nieuw-West, Sloten           | Rooms-Katholieke Kerk                                                                      | Buiten gebruik als kerk sinds 2024 | 1901; architect: Jan Stuyt                                                                                    |      |
| De Vrije Gemeente                                      | Weteringschans 6-8                                   | Centrum                      | De Vrije Gemeente                                                                          | Sinds 1968: Uitgaansgelegenheid Paradiso | 1879-'80; architecten: G.B. Salm en zijn zoon A. Salm GBzn                                                    |      |
| Parkkerk                                               | Gerard Brandtstraat 26 (bij Vondelpark)              | West, Oud-West               | Gereformeerde Kerken in Hersteld Verband                                                   | Sinds 2007: muziekcentrum 'Orgelpark' | 1917-'18; architect: E.A.C Roest                                                                              |      |
| Pauluskerk                                             | Pieter Calandlaan 194                                | Nieuw-West, Osdorp           | Rooms-Katholieke Kerk                                                                      | Onveranderd | 1967; architect: J. van Leeuwen                                                                               |      |
| Pelgrimskerk                                           | Van Boshuizenstraat 560                              | Zuid, Buitenveldert          | Gereformeerde kerk                                                                         | Protestantse Kerk in Nederland | 1964; architecten: Rothuizen en 't Hoofd                                                                      |      |
| Petruskerk                                             | Spaarndammerdijk 687                                 | West, Sloterdijk             | Hervormd                                                                                   | Protestantse Kerk in Nederland | 1663 |      |
| Petrus en Paulus / De Papegaai                         | Kalverstraat 58                                      | Centrum                      | Rooms-katholieke schuilkerk sinds 1689                                                     | Rooms-Katholieke Kerk | 1846; architect: Gerrit Moele                                                                                 |      |
| Petrus en Pauluskerk (De Ooievaar)                     | Ruysdaelstraat 39                                    | Zuid, Museumkwartier         | Oud-Katholieke Kerk                                                                        | Onveranderd | 1914; architect: J.W.F. Hartkamp                                                                              |      |
| Pinksterkerk                                           | Van Boshuizenstraat 652                              | Zuid, Buitenveldert          | Nederlandse Hervormde kerk                                                                 | Sinds circa 1979: Bethel Pinkstergemeente | 1965; architect: M.F. Duintjer                                                                                |      |
| Pius X-kerk                                            | Jacob Geelstraat 44                                  | Nieuw-West, Slotervaart      | Rooms-Katholieke Kerk                                                                      | Gesloopt in 2008 | 1960; architect: Jan van der Laan                                                                             |      |
| Pniëlkerk                                              | Bos en Lommerweg 191                                 | West, Bos en Lommer          | Gereformeerde Kerk                                                                         | Sinds 2005: Cultureel centrum Podium Mozaïek | 1954; architect: B.T. Boeyinga                                                                                |      |
| Posthoornkerk / O.L. Vrouw Onbevlekt Ontvangen         | Haarlemmerstraat 124                                 | Centrum                      | Rooms-Katholieke Kerk                                                                      | Buiten gebruik als kerk sinds 1963; bedrijfsruimte, concerten, evenementen sinds 1972                                                                                               | 1860-1889; architect: Pierre Cuypers; sloopplannen tot 1987, nu Rijksmonument                                 |      |
| Prinsessekerk                                          | Van Hallstraat 120                                   | West, Staatsliedenbuurt      | Nederlandse Hervormde kerk                                                                 | Gesloopt in 1982 | 1918; architect: Christiaan Posthumus Meyjes sr.                                                              | 1938 |
| Raamkerk                                               | Hugo de Grootkade 20                                 | West, Oud-West               | Gereformeerde Kerken in Nederland (Doleantiekerk)                                          | Gesloopt in 1964 om plaats te maken voor verpleeghuis De Poort. | 1889; architect: E.G. Wentink                                                                                 |      |
| Kerk van Ransdorp                                      | Dorpsweg 55                                          | Noord, Ransdorp              | Hervormd                                                                                   | Cultureel centrum | 1720 / 1928 (toren uit 1525)                                                                                  |      |
| Raphaëlpleinkerk                                       | Raphaëlplein 27                                      | Zuid, Apollobuurt            | Gereformeerde Kerk                                                                         | Buiten gebruik sinds 1996; nu bedrijfsruimte / bovenwoning | 1928; architecten: S. Beckman en M. Kooi                                                                      |      |
| Regenboogkerk                                          | Kometensingel 58                                     | Noord, Tuindorp Oostzaan     | Gereformeerde Kerk                                                                         | Sinds 1999: Pinkstergemeente | 1963; architect: Dick Egberts                                                                                 |      |
| Rehobothkerk                                           | Zacharias Jansestraat 57                             | Oost, Watergraafsmeer        | Gereformeerde Kerk                                                                         | Gesloopt in 1971-'72 | 1907; architect: Tjeerd Kuipers                                                                               |      |
| The River                                              | Joop Geesinkweg 313                                  | Watergraafsmeer              | Pinkstergemeente                                                                           | Onveranderd | 1998 |      |
| Sint-Ritakerk                                          | Buiksloterweg 95                                     | Noord                        | Rooms-Katholieke Kerk                                                                      | Sinds circa 2000: Openbare bibliotheek / bedrijfsruimte | 1922; architect: A.J. Kropholler; door bombardement beschadigd in 1943, daarna herbouwd                       |      |
| De Rode Hoed                                           | Keizersgracht 102                                    | Centrum                      | Remonstrantse schuilkerk                                                                   | Debatcentrum sinds 1990 | 1630 |      |
| Ronde Lutherse Kerk of Nieuwe Lutherse Kerk            | Singel 11                                            | Centrum                      | Lutherse Kerk                                                                              | Buiten gebruik als kerk sinds 1935; congres- en concertzaal sinds 1975 | 1668-'71; architect: Adriaan Dortsman                                                                         |      |
| Kerk van Ruigoord (Sint-Gertrudis)                     | Ruigoord 9                                           | Westpoort, Ruigoord          | Rooms-Katholieke Kerk                                                                      | Cultureel centrum | 1894; architect: C.P.W. Dessing                                                                               |      |
| Meerpadkerkje                                          | Meerpad 9                                            | Noord, Nieuwendam            | Doopsgezinde vermaning                                                                     | Onveranderd | 1843; architect: Piet Kater                                                                                   |      |
| Salvatorkerk                                           | Savelsbos 1                                          | Noord, Buikslotermeer        | Rooms-Katholieke Kerk                                                                      | Buiten gebruik sinds 2012 | 1970; architecten: Grinten en Heydenrijk                                                                      |      |
| Schellingwouderkerk                                    | Wijkergouw 6                                         | Noord, Schellingwoude        | Nederlandse Hervormde kerk                                                                 | Buiten gebruik als kerk sinds 1990; nu culturele ruimte | 1866; architect: G. Kater Pzn.                                                                                |      |
| Schinkelkerk                                           | Amstelveenseweg 136                                  | Zuid, Willemsparkbuurt       | Gereformeerde Kerk Doleantiekerk                                                           | Buiten gebruik als kerk sinds 1975; nu winkel/bedrijfsruimte | 1890; architect: Tjeerd Kuipers                                                                               |      |
| Singelkerk                                             | Singel 452                                           | Centrum                      | Doopsgezinde vermaning                                                                     | Onveranderd | 1639 |      |
| Sloterkerk                                             | Osdorperweg 28                                       | Nieuw-West, Sloten           | Nederlandse Hervormde kerk                                                                 | Protestantse Kerk in Nederland | 1860; architect: P.J. Hamer                                                                                   |      |
| Sionskerk                                              | Dr. H. Colijnstraat 82                               | Nieuw-West, Geuzenveld       | Gereformeerde Kerk                                                                         | Buiten gebruik als kerk sinds 2006; verbouwd tot moskee in 2011 | 1957; Architect: C. v.d. Bom                                                                                  |      |
| Thomaskerk                                             | Prinses Irenestraat 36                               | Zuid, Prinses Irenebuurt     | Nederlandse Hervormde kerk                                                                 | Protestantse Kerk in Nederland | 1966; architect: K.L. Sijmons Dzn                                                                             |      |
| Thomas van Aquino                                      | Rijnstraat 93                                        | Zuid, Rivierenbuurt          | Rooms-Katholieke Kerk (tot 1999)                                                           | Gesloopt in 2003-'04 | 1926; architect: Jac. Duncker                                                                                 |      |
| Tituskapel                                             | Wijnand Nuijenstraat 1 (Derkinderenstraat)           | Nieuw-West, Overtoomse Veld  | Nederlandse Hervormde kerk                                                                 | Sinds 1976: Nederlandse Gereformeerde Kerken | 1968; Architecten: Simon van Woerden en Schneider                                                             |      |
| Tichelkerk                                             | Lijnbaansgracht 48                                   | Centrum, Jordaan             | Rooms-Katholieke Kerk; klooster                                                            | Russisch-orthodoxe kerk | 1912; architect: Broeder Felix Dennenburg                                                                     |      |
| De Uitweg                                              | Tussen Meer 341                                      | Nieuw-West, Osdorp           | Nederlandse Hervormde kerk                                                                 | Gesloopt in 1991 | 1964; architecten: Chr. Nielsen en J.H.C. Spruit                                                              |      |
| Verrijzenis van Onze Heer Jezus Christus               | Louis Bouwmeesterstraat 76                           | Nieuw-West, Slotervaart      | Rooms-Katholieke Kerk                                                                      | Buiten gebruik als kerk sinds 2023 | 1965; architect: G.H.M. Holt                                                                                  |      |
| Vianney-centrum (Pastoor van Ars)                      | Volendammerweg 152                                   | Noord                        | Rooms-Katholieke Kerk                                                                      | Denksportcentrum | 1969; architect: W.M. Weerkamp                                                                                |      |
| Vincentius a Paulo                                     | Jacob van Lennepkade 211                             | West, Oud-West               | Rooms-Katholieke Kerk                                                                      | Gesloopt in 1989 | 1901; architect: C.P.W. Dessing                                                                               |      |
| Vincentiuskerk                                         | Jacob van Lennepkade 211                             | West, Oud-West               | Rooms-Katholieke Kerk                                                                      | Onveranderd | 1990 |      |
| Vondelkerk                                             | Vondelstraat 120                                     | West, Oud-West               | Rooms-Katholieke Kerk (tot 1978)                                                           | Sinds 1986: Kantoor- en receptieruimte | 1880; architect: Pierre Cuypers                                                                               |      |
| Vredeskerk (O.L.V. Koningin van de Vrede)              | Pijnackerstraat 9 / Vredeskerkplein                  | Zuid, De Pijp                | Rooms-Katholieke Kerk                                                                      | Onveranderd | 1924; architect: Jos Bekkers                                                                                  |      |
| Vrijburg                                               | Herman Gorterstraat 31 / Diepenbrockstraat 46        | Zuid, Apollobuurt            | Remonstrantse kerk                                                                         | Remonstrantse kerk / Protestantse Kerk in Nederland (vrijzinnig), van 1973 tot 2000 ook: Christelijke Gereformeerde Kerk                                                            | 1933; architect: Jordanus Roodenburgh                                                                         |      |
| Kapel van de Vrouwe van alle Volkeren                  | Diepenbrockstraat 3                                  | Zuid, Apollobuurt            | Woonhuis                                                                                   | Vrouwe van alle Volkeren | 1953; architect: J.F. Berghoef; verbouwd 1970                                                                 |      |
| Waalkerk                                               | IJselstraat 32                                       | Zuid, Rivierenbuurt          | Gereformeerde Kerk                                                                         | Gesloopt in 1989 | 1936; architect: B.T. Boeyinga                                                                                |      |
| Waalse Kerk                                            | Oudezijds Achterburgwal 159 / Walenpleintje          | Centrum, De Wallen           | Kapel Sint-Paulusbroederklooster                                                           | Sinds 1578: Waalse kerk | 1409 |      |
| Nieuwe Waalse Kerk                                     | Keizersgracht 676                                    | Centrum                      | Waalse kerk                                                                                | Sinds 1989: kunstcentrum Artemis; sinds 2012: bedrijfsruimte | 1854-'56; architect: A.N. Godefroy                                                                            |      |
| Sint-Walburgiskerk                                     | Nieuwe Nieuwstraat 22                                | Centrum                      |                                                                                            | | 18e eeuw |      |
| Weerenkapel                                            | Het Breed 2                                          | Noord, Buikslotermeer        | Nederlandse Hervormde Kerk                                                                 | Nu Baptistengemeente Amsterdam-Noord | 1968; architect: C.J. Worp                                                                                    |      |
| Westerkerk                                             | Prinsengracht 281                                    | Centrum, Jordaan             | Hervormd                                                                                   | Protestantse Kerk in Nederland | 1620-'31; architecten: Hendrik de Keyser, Pieter de Keyser                                                    |      |
| (Nieuwe) Weteringkerk                                  | Veluwelaan 20                                        | Zuid, Rivierenbuurt          | Vrije Evangelische Gemeente                                                                | VEG en Nederlands Gereformeerde Kerk | 1969; architect: Jelle Abma                                                                                   |      |
| Wi Eegi Kerki                                          | Krommehoekstraat 136                                 | Zuidoost, Bijlmer            | Evangelische Broedergemeente                                                               | EBG | 2014 |      |
| Willem de Zwijgerkerk                                  | Olympiaweg 14                                        | Zuid, Stadionbuurt           | Nederlandse Hervormde Kerk                                                                 | Protestantse Kerk in Nederland | 1931; architect: Cornelis Kruyswijk                                                                           |      |
| Sint-Willibrorduskerk buiten de Veste                  | Amsteldijk (Ceintuurbaan)                            | Zuid, De Pijp                | Rooms-Katholieke Kerk                                                                      | Gesloopt in 1970 | 1873; architect: Pierre Cuypers                                                                               |      |
| Woestduinkerk / Jacobuskapel                           | Woestduinstraat 16-18                                | Zuid, Hoofddorppleinbuurt    | Gereformeerde Kerk                                                                         | Verlaten door PKN t.b.v. De Ark (Slotervaart) in 2010; gesloopt in 2014 | 1957; architecten: A. Meijer en T.H. v.d. Zee                                                                 |      |
| Zuiderkerk                                             | Zandstraat 17                                        | Centrum                      | Hervormd                                                                                   | Buiten gebruik als kerk sinds 1929; van 1992 tot 2010: expositieruimte | 1603-1611; architect: Hendrik de Keyser                                                                       |      |
| Kerk van Zunderdorp                                    | Achterlaan 12                                        | Noord, Zunderdorp            | Hervormd                                                                                   | Protestantse Kerk in Nederland | 1711; in 1854 ingebruikname als Hervormde Kerk                                                                |      |